# 크라메르 추측
수론에서 크라메르 추측(영어: Cramér’s conjecture)은 소수 간극의 분포에 대한 가설이다.

## 정의
{\displaystyle n}번째 소수를 {\displaystyle p_{n}}이라고 쓰자. 크라메르 추측에 따르면,
{\displaystyle \limsup _{n\to \infty }{\frac {p_{n+1}-p_{n}}{(\ln p_{n})^{2}}}=1}
이다.

## 유도
크라메르 추측은 소수의 분포에 대한 크라메르 모형(영어: Cramér model)으로부터 유도된다. 크라메르 모형은 소수의 분포의 통계학적 모형이며, 이에 따르면 양의 정수 {\displaystyle n\geq 3}이 소수일 확률은 대략
{\displaystyle \Pr(n\in \mathbb {P} )={\frac {1}{\ln n}}}
이다 ({\displaystyle n\leq 2}인 경우의 확률은 임의로 고를 수 있다). 또한, 각 정수가 소수인지 여부는 독립 확률 변수로 여긴다.
이에 따르면, 크기가 {\displaystyle n} 이하인 소수들의 수의 기댓값은 대략
{\displaystyle \pi (n)=\sum _{k\leq n}\Pr(k\in \mathbb {P} )=\sum _{k=2}^{n}{\frac {1}{\ln k}}\approx \int _{2}^{n}{\frac {dk}{\ln k}}=\operatorname {Li} (n)-\operatorname {Li} (2)}
이며, 따라서 소수 정리를 얻는다.
크라메르 모형에서, 크라메르 추측은 거의 확실히 (즉, 확률 1로) 성립한다. 앤드루 그랜빌(영어: Andrew Granville)은 작은 소수의 배수를 고려하여 크라메르 모형을 개량하였는데, 이에 따르면
{\displaystyle \limsup _{n\to \infty }{\frac {p_{n+1}-p_{n}}{(\ln p_{n})^{2}}}\gtrsim 2\exp(-\gamma )\approx 1.1229}
이다. 여기서 {\displaystyle \gamma }는 오일러-마스케로니 상수이다.

## 부분적인 증명
크라메르 추측은 현재 미해결 문제로 남아 있다. 크라메르 추측에 대한 원래 논문에서, 하랄드 크라메르는 리만 가설을 가정한다면
{\displaystyle p_{n+1}-p_{n}=O({\sqrt {p_{n}}}\ln p_{n})}
이라는 사실을 증명하였다. 1931년에 핀란드의 수학자 에리크 베스트쉰티우스(스웨덴어: Erik Westzynthius)는
{\displaystyle \limsup _{n\to \infty }{\frac {p_{n+1}-p_{n}}{\ln p_{n}}}=\infty }
임을 증명하였다.

## 수치적 증거
토머스 나이슬리(영어: Thomas Nicely)의 1999년 수치적 계산에 따르면, 매우 큰 소수들의 간극은 대략
{\displaystyle {\frac {\ln p_{n}}{\sqrt {p_{n+1}-p_{n}}}}\approx 1.13}
을 만족시킨다.

## 역사
하랄드 크라메르가 1936년에 통계적 모형을 바탕으로 추측하였다.

## 같이 보기
- 소수 정리